# Leva Supoderica
Leva Supoderica (in serbo Лева Суподерица?) è stato un gruppo paramilitare serbo attivo durante la guerra di Croazia e guidato da Milan Lančužanin. Integrato nell’esercito jugoslavo, prese parte alla battaglia di Vukovar e successivamente alle uccisioni di prigionieri, di guerra e civili, fuori dal centro. 

## Storia
Il gruppo venne creato da volontari serbi (molti provenienti dalle file del Partito Radicale Serbo)  per fornire supporto all'esercito jugoslavo in Croazia, a sua volta andato lì per unirsi alle forze armate delle repubbliche serbe separatiste (Difesa Territoriale e Milizia) contro la Guardia Nazionale Croata.
Aggregato alla 1ª Brigata Meccanizzata delle Guardie e comandato da Milan Lančužanin detto “Kameni” (che aveva ricevuto il titolo ufficioso di “voivoda”), prese parte alla battaglia di Vukovar e in seguito si occupò della cattura dei prigionieri. Con il supporto della Difesa Territoriale locale e degli stessi soldati jugoslavi, furono radunati sui 300 prigionieri (anche civili) che vennero condotti nella borgata di Ovčara, dove 200 vennero uccisi e altri 20 spediti in un campo di prigionia dove vennero torturati. Messo a guardia del campo, il gruppo venne in seguito sciolto a dicembre del 1991

## Accuse
Goran Stoparić, ex comandante di plotone del gruppo che si unì in seguito agli Scorpioni, ha preso parte al processo contro Vojislav Šešelj nel 2008, testimoniando riguardo la presenza del leader dell’SRS a Vukovar e sulle azioni del gruppo. Disse che le esecuzioni ad Ovčara, di cui lui venne a sapere dopo, furono ordinate da Miroljub Vujović (il comandante della Difesa Territoriale della Slavonia Orientale, Baranja e Sirmia occidentale) e raccontò di aver sentito dire che un membro di Leva Supoderica, Slavisa Popović detto “Topola”, avrebbe ricevuto due prigionieri croati direttamente da un poliziotto militare jugoslavo e stuprato una ragazza croata per poi ucciderla e gettarla in un pozzo, cosa che lo avrebbe portato ad essere cacciato dal gruppo.
Nel 2017 un tribunale serbo ha condannato alcuni membri dell'unità per i fatti di Ovčara, risarcendo tre delle famiglie delle vittime con un tariffa di 8.000 euro ciascuna.